# Ayguesvives
Ayguesvives – miejscowość i gmina we Francji, w regionie Oksytania, w departamencie Górna Garonna.
Według danych na rok 1990 gminę zamieszkiwały 1523 osoby, a gęstość zaludnienia wynosiła 116 osób/km² (wśród 3020 gmin regionu Midi-Pireneje Ayguesvives plasuje się na 234. miejscu pod względem liczby ludności, natomiast pod względem powierzchni na miejscu 879.).